# Kirchseeon
Kirchseeon település Németországban, azon belül Bajorországban. Lakosainak száma 10 801 fő (2023. december 31.). Kirchseeon Zorneding, Moosach, Bruck, Ebersberg és Eglhartinger Forst községekkel határos.

## Népesség
A település népessége az elmúlt években az alábbi módon változott:
| Lakosok száma | 3791 | 8182 | 7255 | 9923 | 10 047 | 10 446 | 10 357 | 10 607 | 10 655 | 10 801 |
|               | 1950 | 1975 | 1987 | 2012 | 2013   | 2015   | 2016   | 2019   | 2021   | 2023   |